# Letnie igrzyska paralimpijskie

Flaga paralimpijska

Letnie igrzyska paralimpijskie (do 2023 roku letnie igrzyska paraolimpijskie) – międzynarodowe zawody sportowe organizowane co 4 lata przez Międzynarodowy Komitet Paralimpijski. Należą do największych i najbardziej popularnych zawodów sportowych dla niepełnosprawnych na świecie. Zwycięstwo podczas igrzysk uznawane jest przez sportowców większości dyscyplin za najbardziej prestiżowe osiągnięcie.

## Historia
| Edycja | Edycja | Data                     | Gospodarz        | Gospodarz         | Liczba | Liczba     | Liczba      |                   | Najlepsze reprezentacje | Najlepsze reprezentacje | Najlepsze reprezentacje | Najlepsze reprezentacje |
| Nr.    | Rok    | Data                     | Miasto           | Państwo           | ekip   | sportowców | konkurencji | I miejsce         | II miejsce              | III miejsce             | IV Miejsce              |                         |
| ------ | ------ | ------------------------ | ---------------- | ----------------- | ------ | ---------- | ----------- | ----------------- | ----------------------- | ----------------------- | ----------------------- | ----------------------- |
| I      | 1960   | 18 – 25 września         | Rzym             | Włochy            | 23     | 400        | 57          | Włochy            | Wielka Brytania         | Niemcy                  |                         |                         |
| II     | 1964   | 3 – 12 listopada         | Tokio            | Japonia           | 21     | 375        | 144         | Stany Zjednoczone | Wielka Brytania         | Włochy                  |                         |                         |
| III    | 1968   | 4 – 13 listopada         | Tel Awiw         | Izrael            | 29     | 750        | 181         | Stany Zjednoczone | Wielka Brytania         | Izrael                  |                         |                         |
| IV     | 1972   | 2 – 11 sierpnia          | Heidelberg       | Niemcy Zachodnie  | 41     | 1004       | 187         | RFN               | Stany Zjednoczone       | Wielka Brytania         |                         |                         |
| V      | 1976   | 3 – 11 sierpnia          | Toronto          | Kanada            | 32     | 1657       | 447         | Stany Zjednoczone | Holandia                | Izrael                  |                         |                         |
| VI     | 1980   | 21 – 30 czerwca          | Arnhem           | Holandia          | 42     | 1973       | 489         | Stany Zjednoczone | Polska                  | RFN                     |                         |                         |
| VII    | 1984   | 17 – 30 czerwca          | Stoke Mandeville | Wielka Brytania · | 41     | 1100       | 603         | Stany Zjednoczone | Wielka Brytania         | Kanada                  |                         |                         |
| VII    | 1984   | 22 lipca – 1 sierpnia    | Nowy Jork        | Stany Zjednoczone | 45     | 1800       | 300         | Stany Zjednoczone | Wielka Brytania         | Kanada                  |                         |                         |
| VIII   | 1988   | 15 – 24 października     | Seul             | Korea Południowa  | 61     | 3056       | 732         | Stany Zjednoczone | RFN                     | Wielka Brytania         |                         |                         |
| IX     | 1992   | 3 – 14 września          | Barcelona        | Hiszpania         | 82     | 3020       | 487         | Stany Zjednoczone | Niemcy                  | Wielka Brytania         |                         |                         |
| X      | 1996   | 16 – 25 sierpnia         | Atlanta          | Stany Zjednoczone | 104    | 3259       | 508         | Stany Zjednoczone | Australia               | Wielka Brytania         |                         |                         |
| XI     | 2000   | 18 – 29 października     | Sydney           | Australia         | 127    | 3846       | 551         | Australia         | Wielka Brytania         | Kanada                  |                         |                         |
| XII    | 2004   | 17 – 28 września         | Ateny            | Grecja            | 144    | 3969       | 162         | Chiny             | Wielka Brytania         | Kanada                  |                         |                         |
| XIII   | 2008   | 6 – 17 września          | Pekin            | Chiny             | 148    | 3951       | 472         | Chiny             | Wielka Brytania         | Stany Zjednoczone       |                         |                         |
| XIV    | 2012   | 29 sierpnia – 9 września | Londyn           | Wielka Brytania   | 164    | 4302       | 503         | Chiny             | Rosja                   | Wielka Brytania         |                         |                         |
| XV     | 2016   | 7 – 18 września          | Rio de Janeiro   | Brazylia          | 159    | 4342       | 528         | Chiny             | Wielka Brytania         | Ukraina                 |                         |                         |
| XVI    | 2020   | 24 sierpnia – 5 września | Tokio            | Japonia           | 162    | 4403       | 539         | Chiny             | Wielka Brytania         | Stany Zjednoczone       |                         |                         |
| XVII   | 2024   | 28 sierpnia – 8 września | Paryż            | Francja           | TBA    | TBA        | 549         |                   |                         |                         |                         |                         |
| XVIII  | 2028   | 15 – 27 sierpnia         | Los Angeles      | Stany Zjednoczone | TBA    | TBA        | TBA         |                   |                         |                         |                         |                         |
| XIX    | 2032   | 24 sierpnia – 5 września | Brisbane         | Australia         | TBA    | TBA        | TBA         |                   |                         |                         |                         |                         |

## Logo i flagi
Oficjalne logo i flagi na przestrzeni lat.

Flaga z lat 1988-1994
Flaga z lat 1994-2004
Flaga z lat 2004-2010
Flaga z lat 2010-2019
Flaga od 2019 roku
Logo igrzysk paralimpijskich i Międzynarodowego Komitetu Paralimpijskiego

## Dyscypliny
- Łucznictwo
- Lekkoatletyka
- Boccia
- Kolarstwo
- Jeździectwo
- Piłka nożna (dla 5 i 7 zawodników)
- Goalball
- Judo
- Trójbój siłowy
- Wioślarstwo
- Żeglarstwo
- Strzelectwo
- Pływanie
- Tenis stołowy
- Siatkówka (na siedząco)
- Koszykówka
- Szermierka
- Rugby
- Tenis na wózkach

Sporty niewłączone do letnich igrzysk paralimpijskich, lecz kierowane przez Międzynarodowy Komitet Paralimpijski:
- Bowls
- Taniec integracyjny